# Guillermo del Valle Alcalá
Guillermo del Valle Alcalá (Madrid, 16 de noviembre de 1989) es un abogado y político español.

## Biografía
Licenciado en Derecho por la Universidad Autónoma de Madrid y diplomado en la Escuela de Práctica Jurídica por la Universidad Complutense de Madrid (UCM).
Se dedica a la abogacía desde el año 2012.  Es abogado procesalista, especializado en las jurisdicciones civil, laboral y penal, también en el turno de oficio desde noviembre de 2015. 
Perteneció al Consejo de Dirección de UPyD adjunto al área de Acción Política, posteriormente fue portavoz adjunto;  también participó en la Plataforma Ahora de la que fue portavoz adjunto. 
Desde julio de 2020 es director del canal de Youtube de debate político El Jacobino y del think tank (laboratorio de ideas) del mismo nombre.  
Su ideología combina la defensa del centralismo frente a los separatismos con la crítica al neoliberalismo y se autodefine como socialista.
Colabora como analista político en diversas tertulias de televisión en los canales Cuatro,Trece TV, Canal 33 y en radio en la emisora EsRadio. Y escribe en Diario 16, El Viejo Topo, El Mundo, El Español y El Confidencial.
Es secretario general del partido Izquierda Española y encabezó la candidatura del mismo en las elecciones al Parlamento Europeo de 2024 pero no resultó elegido.

## Publicaciones
- La izquierda traicionada. Razones contra la resignación. (2023). Ed. Península. Ensayo